# Zdzisław Podedworny
Zdzisław Podedworny (ur. 13 kwietnia 1941 w Żabińcach) – polski trener piłkarski. Ukończył kierunek trenerski w Akademii Wychowania Fizycznego w Krakowie.

## Kariera trenerska
- Ar-Rajjan SC
- Al-Tadhamon
- Cracovia
- Esperance Tunis
- GKS Katowice (wiosna sezonu 1983/1984 i sezon 1984/1985)
- Górnik Knurów (obecnie Concordia Knurów)
- Górnik Zabrze (prowadził klub trzy razy)
- Koszarawa Żywiec
- Olimpia Poznań
- Polonia Warszawa
- Ruch Chorzów
- Stomil Olsztyn

Poza tym pracował z polską reprezentacją olimpijską, a także był asystentem trenera pierwszej Reprezentacji Polski Wojciecha Łazarka.